# Selección de hockey sobre hielo de España
La Selección masculina de hockey sobre hielo de España  es el equipo formado por jugadores de nacionalidad española que representa a la Federación Española de Deportes de Hielo en las competiciones internacionales de hockey sobre hielo, las cuales son organizadas por la Federación Internacional de Hockey sobre Hielo o el Comité Olímpico Internacional.

## Historia

### Primeros años
La Real Federación Española de Deportes de Invierno fue fundada en 1923 y se encargó de representar al hockey hielo español hasta 2005 cuando se creó la Federación Española de Deportes de Hielo. El 10 de marzo del mismo año de su fundación, la Federación española entró a formar parte de la Federación Internacional de Hockey sobre Hielo (IIHF por sus siglas en inglés). El primer partido internacional del nuevo combinado nacional tuvo lugar en la localidad francesa de Bañeras de Luchón que acogía en diciembre de 1923 el Torneo del Challenge de Haute-Garonne. En este encuentro la representación nacional se corrió a cargo de Hockey Club Madrid, una unión entre jugadores del Club Alpino Español y el Azul Hockey Club que contaba en sus filas con Edgar Neville, y se enfrentó al segundo equipo de la ciudad de Bruselas con victoria para el equipo madrileño. El segundo encuentro del torneo se saldó con derrota ante un club parisino.
En marzo de 1924 España participó en el Campeonato Europeo celebrado en Milán, Italia. Antes del inicio el primer partido, que le enfrentaba contra el combinado suizo, dos de los siete jugadores españoles resultaron lesionados, ante lo cual Suiza aceptó jugar con cinco jugadores en un partido que se llevaría el equipo helvético por un abultado 12-0. El siguiente partido contra Suecia fue suspendido a pesar de que el equipo nórdico se ofreció a jugar también con cinco jugadores.
Antes de cerrar el año, el Hockey Club Madrid volvió a tomar partido en otra competición internacional, en este caso en la Copa Davos celebrada en la ciudad homónima situada en Suiza. Unos meses más tarde participó de nuevo en Torneo del Challenge de Haute-Garonne donde perdió ante un combinado de la ciudad belga de Amberes y empató ante un club de París.
En enero de 1926 España volvió a competir en el Campeonato Europeo, esta vez celebrado en Davos, donde obtuvo la última posición luego de caer derrotada ante Bélgica y Checoslovaquia en la primera fase y ante Polonia en la ronda de consolación en la que lograría un empate contra Italia. Tras la clausura en 1926 del madrileño Palacio del Hielo y del Automóvil, España dejó de competir como selección en torneos internacionales hasta el Campeonato Mundial de 1977 celebrado en Viena, Austria.

### Historia Reciente (2001-2022)
España compitió por primera vez en la División II del Campeonato Mundial de la IHFF en la primera edición del mismo en 2001. Durante el primer año del torneo en 2001, España derrotó a Sudáfrica, Islandia, Australia y Nueva Zelanda, pero perdió ante Corea del Sur, destruyendo la intención de España de terminar en primer lugar. En 2002, España terminó en tercer lugar del Grupo B después de derrotar a Bulgaria, Islandia y Luxemburgo y perder ante Yugoslavia y Lituania. Durante la edición del 2003, España derrotó a Sudáfrica, México y Australia y perdió ante Yugoslavia y Corea del Sur, terminando en el tercer lugar del Grupo A. España organizó el torneo de la División II del 2004 y terminó el cuarto lugar del Grupo A al derrotar a Israel y Luxemburgo, perdiendo ante China, Croacia y Australia. El campeonato de la División II del 2005 fue un campeonato muy malo para la selección española, ya que terminó en el quinto lugar del Grupo A con tan sólo dos puntos, obteniendo una única victoria contra Islandia y perdiendo frente a Serbia y Montenegro, Bélgica, Israel y Corea del Norte.
En 2006, de nuevo hicieron un torneo malo, ya que perdieron contra Serbia y Montenegro, Rumanía y Bulgaria por partida doble, mientras que le ganaron únicamente a Sudáfrica, terminando en quinto lugar en el Grupo A por segundo año consecutivo. En la edición del 2007 derrotó a Bulgaria, Turquía y Serbia y perdió ante Bélgica y Croacia, por lo que, a diferencia de los dos años anteriores, España terminó en tercer lugar del Grupo A con nueve puntos. En la edición del 2008, España terminó en tercer lugar del Grupo B al derrotar a Australia, Islandia y México, perdiendo ante China y Nueva Zelanda. España ganó tres partidos y perdió dos en la edición del 2009, siendo sus tres victorias contra las selecciones de México, Bulgaria y Sudáfrica, mientras que perdió ante Corea del Sur y Bélgica, terminando en tercer lugar del Grupo B con nueve puntos.
España se clasificó 34º en la Ranking Mundial IIHF en el 2009, mientras que en el siguiente año subió a la 30º posición, volviendo a competir en la División II del Campeonato Mundial de la IHFF, en la cual terminaría siendo primera en el Grupo A del torneo, tras arrasar en sus enfrentamientos a Bulgaria, Nueva Zelanda, Bélgica y Turquía y lograr una ajustada victoria contra México, y por lo tanto consiguió el ascenso a la División I por primera vez en su historia.

### Historial
| Edición  | Año  | Nivel | Cat. | Sede             |       | Pos.  | Ranking                                 | Rivales |
| L        | 1985 | 3     | C    | Chamonix         | 8/8   | 24/24 | FRA CHNRUM DINBULRPK/                   |         |
| LI       | 1986 | 3     | C    | Puigcerdá        | 8/10  | 24/26 | NOR RUM DIN HUN /KOR                    |         |
| LII      | 1987 | 3     | C    |                  |       |       | Renunció a participar                   |         |
| LIII     | 1989 | 4     | D    | Geel             | 4/5   | 28/29 | BEL RUM GBR / NZL                       |         |
| LIV      | 1990 | 4     | D    | Cardiff          | 3/3   | 28/28 | GBR AUS /                               |         |
| LV       | 1991 | 4     | D    |                  |       |       | No disputado por falta de participantes |         |
| LVI      | 1992 | 4     | C2   | Johannesburgo    | 1/6   | 27/32 | / SAF GRE ISR LUX TUR                   |         |
| LVII     | 1993 | 3     | C    | Liubliana        | 10/18 | 30/38 | SLO KAZ HUN AUS / SAF                   |         |
| LVIII    | 1994 | 4     | C2   | Barcelona        | 2/10  | 29/37 | EST / KOR CRO AUS ISR                   |         |
| LIX      | 1995 | 4     | C2   | Johannesburgo    | 3/10  | 32/39 | CRO LIT/KORBEL AUS GRE                  |         |
| LX       | 1996 | 4     | D    | Kaunas           | 3/8   | 31/39 | LIT YUG / BEL KOR AUS                   |         |
| LXI      | 1997 | 4     | D    | Canillo          | 3/8   | 31/39 | CRO KOR / YUG BUL ISR                   |         |
| LXII     | 1998 | 3     | C    | Budapest         | 8/8   | 32/40 | HUN CHN CRO YUG KOR /                   |         |
| LXIII    | 1999 | 4     | D    | Krugersdorp      | 1/9   | 33/41 | / ISR AUS NZL GRE                       |         |
| LXIV     | 2000 | 3     | C    | Pekin            | 7/9   | 31/42 | HUN KOR / YUG BUL                       |         |
| LXV      | 2001 | 3     | II   | Majadahonda      | 3/12  | 31/43 | LIT / AUS SAF ISL NZL                   |         |
| LXVI     | 2002 | 3     | II   | Novi Sad         | 5/12  | 33/43 | KOR YUG / BUL ISL LUX                   |         |
| LXVII    | 2003 | 3     | II   | Seul             | 5/12  | 33/45 | KOR SER / AUS ISR MEX                   |         |
| LXVIII   | 2004 | 3     | II   | Jaca             | 7/12  | 35/45 | CHN CRO AUS / SAF MEX                   |         |
| LXIX     | 2005 | 3     | II   | Belgrado         | 9/12  | 37/45 | ISR SER RPK BEL / ISL                   |         |
| LXX      | 2006 | 3     | II   | Sofía            | 9/12  | 37/45 | RUM BUL BEL SER / SAF                   |         |
| LXXI     | 2007 | 3     | II   | Zagreb           | 5/12  | 33/46 | CRO BEL / SER BUL TUR                   |         |
| LXXII    | 2008 | 3     | II   | Newcastle        | 5/12  | 33/48 | AUS CHN / MEX ISL NZL                   |         |
| LXXIII   | 2009 | 3     | II   | Sofía            | 5/12  | 33/46 | KOR BEL / BUL MEX SAF                   |         |
| LXXIV    | 2010 | 3     | II   | Ciudad de México | 1/12  | 29/48 | / AUS BEL BUL MEX TUR                   |         |
| LXXV     | 2011 | 2     | I    | Budapest         | 10/12 | 26/47 | ITA HUN KOR NED / JAP                   |         |
| LXXVI    | 2012 | 4     | II-A | Reikiavik        | 2/6   | 29/46 | EST / CRO ISL SER NZL                   |         |
| LXXVII   | 2013 | 4     | II-A | Zagreb           | 6/6   | 34/48 | CRO BEL ISL AUS SER /                   |         |
| LXXVIII  | 2014 | 5     | II-B | Jaca             | 1/6   | 35/46 | / MEX NZL CHN SAF TUR                   |         |
| LXXIX    | 2015 | 4     | II-A | Reikiavik        | 4/6   | 32/47 | RUM BEL SER / ISL AUS                   |         |
| LXXX     | 2016 | 4     | II-A | Jaca             | 2/6   | 30/46 | NED / BEL SER ISL CHN                   |         |
| LXXXI    | 2017 | 4     | II-A | Galați           | 6/6   | 32/48 | RUM AUS SER BEL ISL /                   |         |
| LXXXII   | 2018 | 5     | II-B | Granada          | 1/6   | 35/50 | / NZL ISR RPK MEX LUX                   |         |
| LXXXIII  | 2019 | 4     | II-A | Belgrado         | 4/6   | 32/52 | SER CRO AUS / CHN BEL                   |         |
| LXXXIV   | 2020 | 4     | II-A | Zagreb           |       |       | Cancelado                               |         |
| LXXXV    | 2021 | 4     | II-A | Pekín            |       |       | Cancelado                               |         |
| LXXXVI   | 2022 | 4     | II-A | Zagreb           | 4/6   | 30/54 | CHN NED CRO / ISR AUS                   |         |
| LXXXVII  | 2023 | 4     | II-A | Madrid           | 1/6   | 29/56 | / GEO CRO AUS ISR ISL                   |         |
| LXXXVIII | 2024 | 3     | I-B  | Vilna            | 5/6   | 27/56 | UCR LIT EST CHN / NED                   |         |
| LXXXIX   | 2025 | 3     | I-B  | Tallin           | 5/6   | 27/58 | LIT KOR EST CHN / CRO                   |         |